# 84-та піхотна дивізія (США)
84-та піхотна дивізія (США) (англ. 84th Infantry Division (United States) — військове з'єднання, дивізія армії США. Дивізія брала участь у бойових діях Першої та Другої світових війн.

## Зміст
84-та дивізія була сформована за часів Першої світової війни й входила до складу американських експедиційних сил; утім участі в бойових діях не брала, слугувала навчальним формуванням для підготовки американських військ, що билися на Західному фронті. За років Другої світової війни вона була відома як 84-та піхотна дивізія, що билася за Гайленкірхен на Західному фронті, під час проведення операції «Кліппер». З 1946 по 1952 рік дивізія входила до складу резерву армії США як 84-та повітрянодесантна дивізія. У 1959 році дивізія була реорганізована і переформована на 84-ту дивізію. Штаб дивізії знаходився в Мілвокі, під його командуванням перебувало понад 4100 солдатів, розподілених у восьми бригадах, включаючи бригаду ROTC, у семи штатах.
З 2005 по 2007 рік відбулися зміни в організації резерву армії США, і 84-та дивізія стала 84-м навчальним командуванням (готовності керівництва), і у взаємодії із Центром підготовки резерву армії (ARRTC) утворювали цілісну систему. Штаб-квартира навчального з'єднання перебувала спочатку у форті Маккой, штат Вісконсин. В результаті реорганізації та закриття бази (BRAC) по всій американській армії ARRTC було перенесено до форту Нокс, штат Кентуккі.
За станом на 2020 рік 84-те навчальне командування має у своєму підпорядкуванні шість навчальних дивізій: 78-му навчальну (Форт-Дікс, Нью-Джерсі), 86-ту навчальну (Форт Маккой, Вісконсин) та 91-шу навчальну (Форт Хантер Ліггет, Каліфорнія), Атлантичну навчальну (Форт-Дікс, Нью-Джерсі), Навчальну дивізію Великих озер (Арлінгтон-Гайтс, Іллінойс) і Тихоокеанську навчальну дивізії (Кемп-Паркс, Дублін, Каліфорнія)
Традиційно вважається, що дивізія веде свій родовід від міліцейської роти штату Іллінойс, в якій молодий капітан Авраам Лінкольн служив під час війни Чорного Яструба у 1832 році. З цієї причини 84-те навчальне командування або 84-та дивізія використовує прізвисько «Дивізія округу Лінкольн».